# Getaria
|  | Per a altres significats, vegeu «Getaria (Lapurdi)». |

Getaria és un municipi de la província de Guipúscoa, País Basc. Getaria és un pintoresc poble costaner, conegut principalment per ser la localitat natal del mariner Juan Sebastián Elcano, el primer home que va fer la volta al món. És una destinació turística habitual dins del País Basc. Són famosos els seus restaurants que preparen peix a la graella i el vi blanc amb denominació d'origen que es conrea en les seves proximitats que rep el nom de txakoli de Getaria.

## Geografia

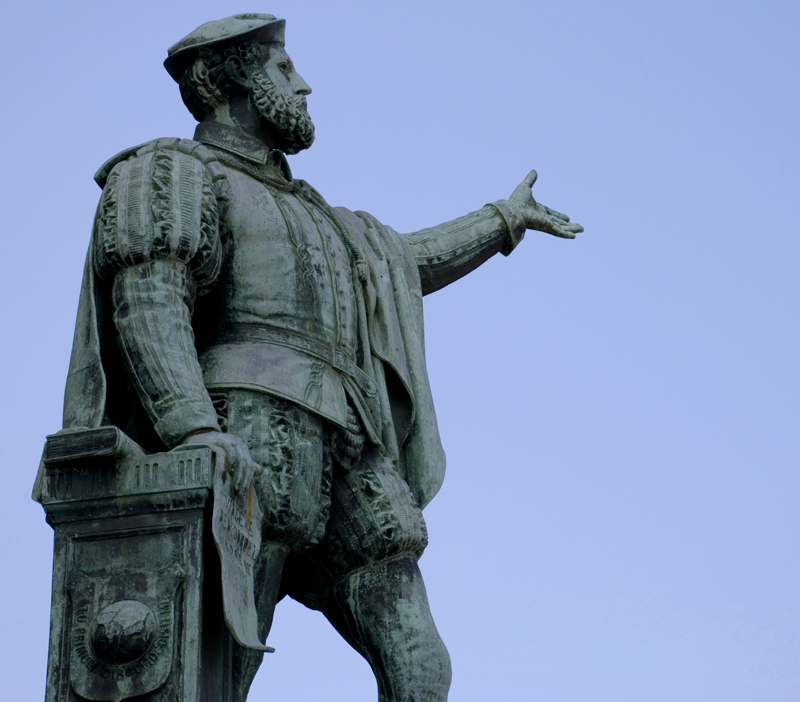
Juan Sebastián Elcano, natural de Getaria

El municipi de Getaria ocupa un tram de la costa central de Guipúscoa, a la vora del mar Cantàbric. Aquest tram està format per una escarpada cornisa en la qual no obstant això s'han format una sèrie d'ancorades i puntes a causa de l'erosió. La població del municipi es divideix entre un 85% que viu en el nucli urbà de Getaria i un 15% que viu dispers pel terme municipal en algun dels seus quatre barris rurals:
- Askizu: Està en la part occidental del terme municipal, cap a Zumaia. Té un petit nucli format per l'antiga parròquia i una mica més d'una dotzena d'edificis. Té uns 100 veïns.
- Eitzaga: Està en la part oriental del municipi entre el nucli urbà de Getaria i Zarautz. És un barri de caserius dispersos. Té 52 habitants.
- Meaga o Mia: el barri de Meaga es troba al sud del terme municipal a 195 metres d'altitud als peus del mont Garate, que el separa de la resta de Getaria. Meaga es troba a la part alta del petit port de muntanya que uneix Zarautz amb Zumaia per l'interior. Abans de la construcció de la carretera de la costa que uneix aquestes dues localitats a través del nucli urbà de Getaria; Meaga era el nus de comunicacions primordial entre Getaria i l'exterior. Té uns 125 habitants.
- Sant Prudentzio: el barri rep el nom de l'ermita de Sant Prudenci. Dependent històricament de la parròquia d'Askizu, es troba en la carretera que va des de Getaria cap a Askizu. És un barri de caserius dispersos. Té 84 habitants.

## Persones il·lustres
- Juan Sebastián Elcano (1487-1526), explorador
- Cristóbal Balenciaga (1895-1972), modista.
- Domingo de Bonechea (1713-1775), navegant i explorador